# Katarzyna Józefowicz

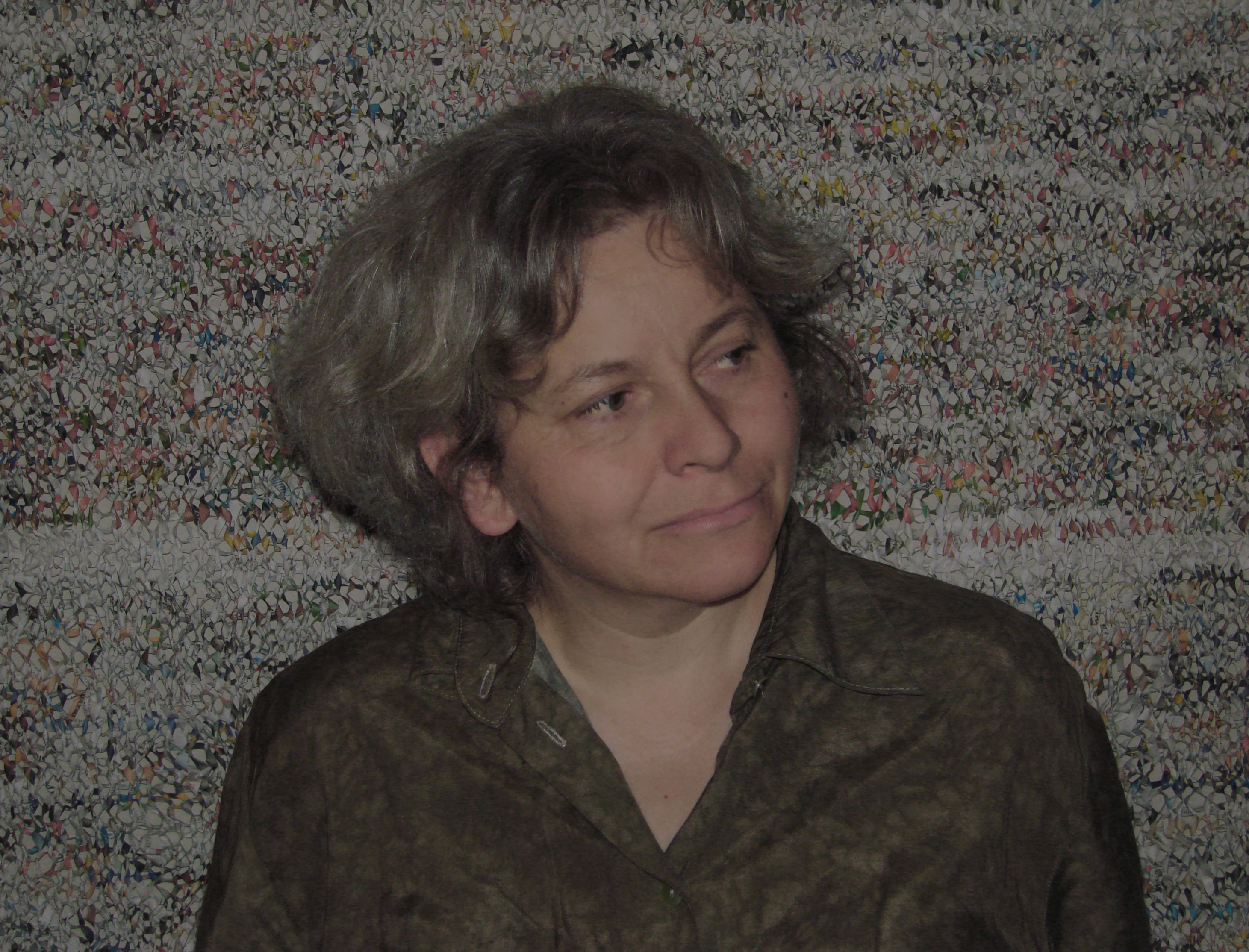
Katarzyna Józefowicz, 2007

Katarzyna Marta Józefowicz (geboren 1959 in Lublin, Polen) ist eine polnische bildende Künstlerin (Bildhauerin).

## Leben
Sie studierte von 1981 bis 1986 an der Kunsthochschule in Danzig in der Klasse von Professor Edward Sitek. Sie ist dort außerordentliche Professorin und leitet das Skulpturenstudio an der Fakultät für Bildhauerei und Intermedien.

## Werk
Katarzyna Józefowicz gestaltet Reliefs und Installationen aus Papier, Karton und Stoff. Sie überträgt das Prinzip der Zeitschriften-Collage in die dritte Dimension und gestaltet komplexe Rauminstallationen mit einem Meer ausgeschnittener Figuren. Die wandfüllende Installation Habitat (1993–1996) stapelt eine Vielzahl von miniaturisierten und abstrahierten Wohnambientes aus Karton und führt den normierten sozialistischen Plattenbau ad absurdum. Ihre Themen bewegen sich im Bereich der Auseinandersetzung von Individuum und Gesellschaft oder von Intimität und häuslicher Sphäre.

## Auszeichnungen
- Kulturpreis der Stadt Danzig (2001)[5]
- Paszport Polityki (2001)[6]

## Ausstellungen (Auswahl)
- 1993: F.O.S. Danzig Galerie
- 2000: Foksal Galerie, Warschau
- 2000: Divine, Provinzgalerie, Słubice
- 2001: Foksal Galerie, Warschau[1]
- 2002: Gry, Foksal Gallery Foundation, Warschau, Polen
- 2002: The Wheel Gallery, Gdańsk
- 2003: Arsenal Galerie, Białystok
- 2005: Stiftung Foksal Galerie, Warschau
- 2006: Galeria Platán, Budapest, Ungarn

## Gruppenausstellungen (Auswahl)
- 2000: Freiheit im Endlosen, Kunsthalle Baden-Baden
- 2000: Xawery Dunikowski Museum Królikarnia, Warschau, Polen
- 2001: Woman on Woman, Bielska Gallery BWA, Bielsko-Biała
- 2001: II. Berlin Biennale, Berlin, Deutschland[7]
- 2001: Big Show, Nicc Galerie, Antwerpen, Belgien
- 2002: Warten auf das Eiszeitalter, Galerie Georg Kargl, Wien, Österreich
- 2002: Biennale von Sydney, Sydney, Australien
- 2002: September Horse, Künstlerhaus Bethanien, Berlin
- 2002: Anziehungspunkt, VIII. Baltische Triennale der Internationalen Kunst, Zentrum für zeitgenössische Kunst, Vilnius, Litauen
- 2002: Fundamente der neuen Bestellung, Ausstellungshalle Charlottenborg, Kopenhagen, Dänemark
- 2003: Dekada, Zentrum für zeitgenössische Kunst Schloss Ujazdów, Warschau, Polen
- 2003: Räume des Alltags, Städtische Galerie Bremen im Buntentor, Bremen
- 2003: Architekturen des Geschlechts, Sculpture Center, New York, Vereinigte Staaten von Amerika
- 2003: Anatomie der Momente, Grafikdesign Hus, Mariefred, Schweden
- 2003: Bewitched Bothered Bewildered, Migros Museum für Gegenwartskunst, Zürich, Schweiz
- 2003: Plünderung. Kultur als Material, Dundee Zeitgenössische Kunst, Dundee, Schottland
- 2003: Multiple Exposure, Galerie im Taxispalais, Innsbruck, Österreich
- 2004: The New Ten, Künstlerhaus Wien, Wien, Österreich[8]
- 2004: Pluzzle, Griedervonputtkamer Galerie, Berlin
- 2004: Habitat, Arndt und Partner, Berlin
- 2004: Palimpsest Museum, Kunstbiennale in Łódź, Historisches Museum der Stadt Łódź
- 2005: The Bench, Neue Kunsthalle St. Gallen[9]
- 2006: W Polsce Czyli Godie?, Zentrum für zeitgenössische Kunst Schloss Ujazdowski, Warschau, Polen
- 2006: Ideale Stadt – unsichtbare Städte, Zamość / Potsdam
- 2025: Dywan/Carpet. In: Papier, Stein, Schere – Materialien und Werkzeuge der Kunst, KinderKunstLabor St. Pölten

## Publikationen
- Katarzyna Józefowicz. Fundacja Galerii Foskal. Ausstellungskatalog der Fundacja Galerii Foskal, Warschau 2001.
- zusammen mit Michael Beutler, Phoebe Washburn: The Bench. St. Gallen 2005, ISBN 2-940271-72-0.